# Atractoscion aequidens
Atractoscion aequidens és una espècie de peix de la família dels esciènids i de l'ordre dels perciformes.

## Morfologia
- Els mascles poden assolir 130 cm de longitud total i 25 kg de pes.[5][6]

## Alimentació
Els adults mengen peixos pelàgics durant la nit.

## Hàbitat
És un peix de clima tropical (14°N-28°S) i bentopelàgic que viu entre 15-200 m de fondària.

## Distribució geogràfica
Es troba a l'oceà Atlàntic oriental (des d'Angola fins a Sud-àfrica), l'Índic occidental (Moçambic i Sud-àfrica) i el Pacífic (costa oriental d'Austràlia).

## Ús comercial
Es comercialitza fresc i la seua carn és molt apreciada.

## Observacions
És inofensiu per als humans.